# Varanus niloticus
Il varano del Nilo (Varanus niloticus Linnaeus, 1766) è una grossa specie della famiglia dei varani (Varanidae), presente in gran parte dell'Africa sub-sahariana e lungo il fiume Nilo. La popolazione che abita le foreste e le savane dell'Africa occidentale è talvolta riconosciuta come una specie separata, il varano del Nilo dell'Africa occidentale (V. stellatus).

## Descrizione

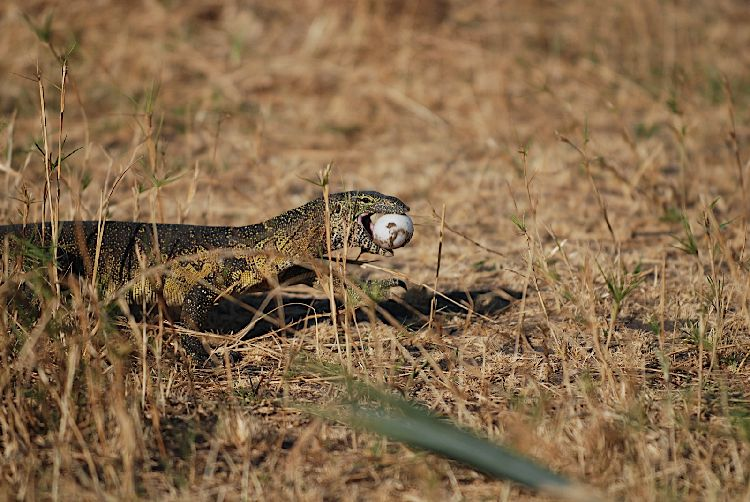
Varano del Nilo mentre si nutre di un uovo di coccodrillo, nel Parco Nazionale di Katavi

Il varano del Nilo può raggiungere una lunghezza compresa tra 1,20 e i 2,20 metri (dai 3 piedi e 11 pollici, a 7 piedi e 3 pollici), con gli esemplari più grandi che possono raggiungere anche i 2,44 metri (8 piedi) di lunghezza. Gli esemplari di dimensioni medie, generalmente hanno una lunghezza di circa 50 centimetri (1 piede e 8 pollici). Il peso degli esemplari adulti varia ampiamente, e sebbene sia stato stabilito un peso medio di soli 0,8-1,7 kg (da 1,8 a 3,7 libbre), gli esemplari più grossi possono raggiungere anche i 5,9–15 kg (da 13 a 33 libbre). Queste variazioni possono essere dovute all'età o alle condizioni ambientali. Esemplari eccezionalmente grandi possono raggiungere persino i 20 kg (44 libbre), sebbene questa specie pesi in media poco meno del varano delle rocce, dalla corporatura più robusta. Sono animali robusti muniti di un corpo muscoloso, zampe robuste e potenti mascelle. Gli esemplari giovani sono dotati di denti affilati e appuntiti, che divengono smussati e a forma di piolo negli adulti. Possiede inoltre artigli affilati che utilizza per arrampicarsi, scavare, difendersi o dilaniare le prede. Come tutti i varani, possiede una lingua biforcuta dotata di proprietà olfattive altamente sviluppate. La colorazione del varano del Nilo è molto variabile, con una colorazione grigio-brunastro o brunastro oliva nella parte superiore del corpo, cosparsa di macchie gialle dal contorno nero disposte, solitamente, in cinque linee trasversali. La coda segue lo stesso pattern, ma ha una colorazione più verdastra. La gola e la parte inferiore sono di colore giallo ocra o giallo crema.
Le narici di questi animali sono posizionate in alto sul muso, indicando che questi animali sono altamente acquatici. Sono anche eccellenti scalatori e corridori veloci a terra. I varani del Nilo si nutrono di pesci, lumache, rane, uova e giovani coccodrilli, serpenti, uccelli, piccoli mammiferi, insetti e carogne. Con la loro stazza sono il secondo rettile più grande nel fiume Nilo, dopo il coccodrillo del Nilo (Crocodylus niloticus).

## Distribuzione e habitat
I varani del Nilo sono originari dell'Africa sub-sahariana e lungo il fiume Nilo. Predilige le regioni ricche di fiumi e corsi d'acqua, non essendo mai stati avvistati nelle regioni desertiche dell'Africa (in particolare Sahara, Kalahari e gran parte del Corno d'Africa). Si è scoperto che fino alla fine del XIX secolo, il varano del Nilo viveva anche presso il fiume Giordano, il Mar Morto e lo uadi del deserto della Giudea in Israele, sebbene sia ormai estinto nella regione.

### Specie invasiva

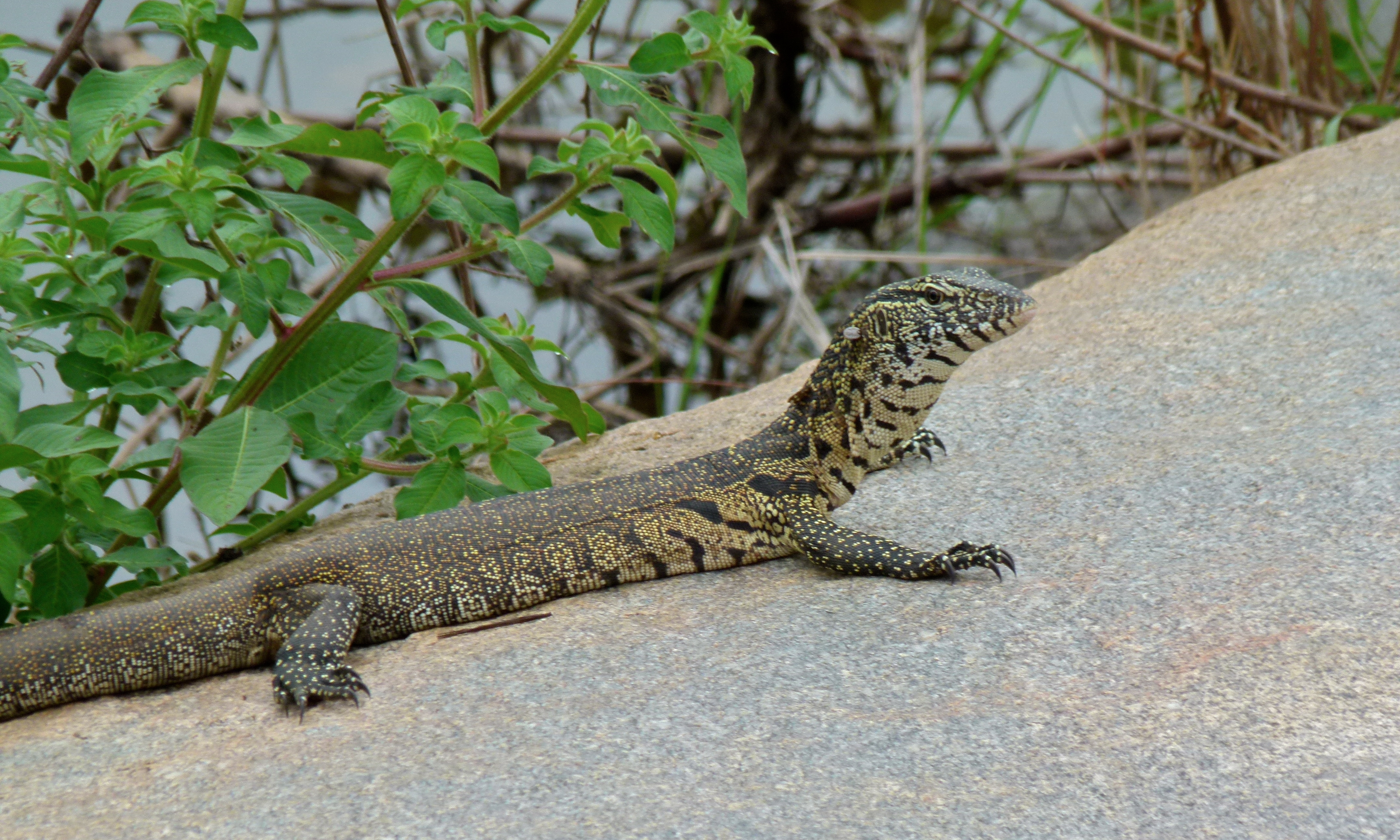
Esemplare giovane di varano del Nilo

In Florida, negli Stati Uniti, è stata confermata la presenza di popolazioni nidificanti consolidate di varani del Nilo in diverse parti dello stato almeno dal 1990. Studi genetici hanno dimostrato che questi animali introdotti fanno parte della sottopopolazione originaria dell'Africa occidentale e ora spesso viene riconosciuta come specie propria, il varano del Nilo dell'Africa occidentale. La stragrande maggioranza della popolazione nidificante stabilitasi localmente si trova nella Contea di Lee, in particolare nel Cape Coral e nelle regioni circostanti, comprese le isole barriera vicine (Sanibel, Captiva e Captiva settentrionale), Pine Island, Fort Myers e Punta Rassa. Popolazioni stabilitesi localmente sono state riportate anche nell'adiacente Contea di Charlotte, in particolare sull'Isola di Gasparilla. Le aree con un numero considerevole di avvistamenti di varani del Nilo in Florida includono la Contea di Palm Beach a sud-ovest di West Palm Beach lungo la State Road 80. Nel luglio 2008, un varano del Nilo è stato avvistato a Homestead, una piccola città a sud-ovest di Miami. Altri avvistamenti sono stati segnalati vicino a Hollywood, Naranja e fino a sud di Key Largo nelle Florida Keys. La presenza di popolazioni consolidata di varani del Nilo a Lee, Charlotte e altre contee della Florida, possono avere un impatto negativo enorme sulle popolazioni dei coccodrilli locali, come gli alligatori americani (Alligator mississippiensis) e i coccodrilli americani (Crocodylus acutus), dato che i varani fanno normalmente irruzione nei nidi dei coccodrilli, divorandone le uova e predando i piccoli. Inoltre, prove aneddotiche indicano un alto tasso di scomparsa di animali domestici e gatti selvatici a Cape Coral, dove questi animali sono ormai stabilmente presenti.

## Tassonomia
I membri del gruppo di specie del varano del Nilo erano già ben noti agli africani in tempi antichi, venendo comunemente catturati, probabilmente come cibo, nella cultura Djenné-Djenno almeno un millennio fa.
Il varano del Nilo ricevette due volte un nome scientifico da Carl Linnaeus: primo come Lacerta monitor nel 1758 nella decima edizione di Systema Naturae, il punto di partenza della nomenclatura zoologica. Linnaeus descrisse nuovamente l'animale nel 1766, come Lacerta nilotica. Nonostante sia più vecchio, il nome proposto nel 1758 non è valido perché è stato respinto dal parere del ICZN 540, rendendo valido il nome del 1766. Il genere Varanus venne coniato solo nel 1820 da Blasius Merrem. Sei anni dopo Leopold Fitzinger spostò la specie nel nuovo genere, che divenne Varanus niloticus, il nome scientifico attualmente accettato per la specie.

### Complesso di specie
Come definito tradizionalmente, il varano del Nilo è un complesso di specie.

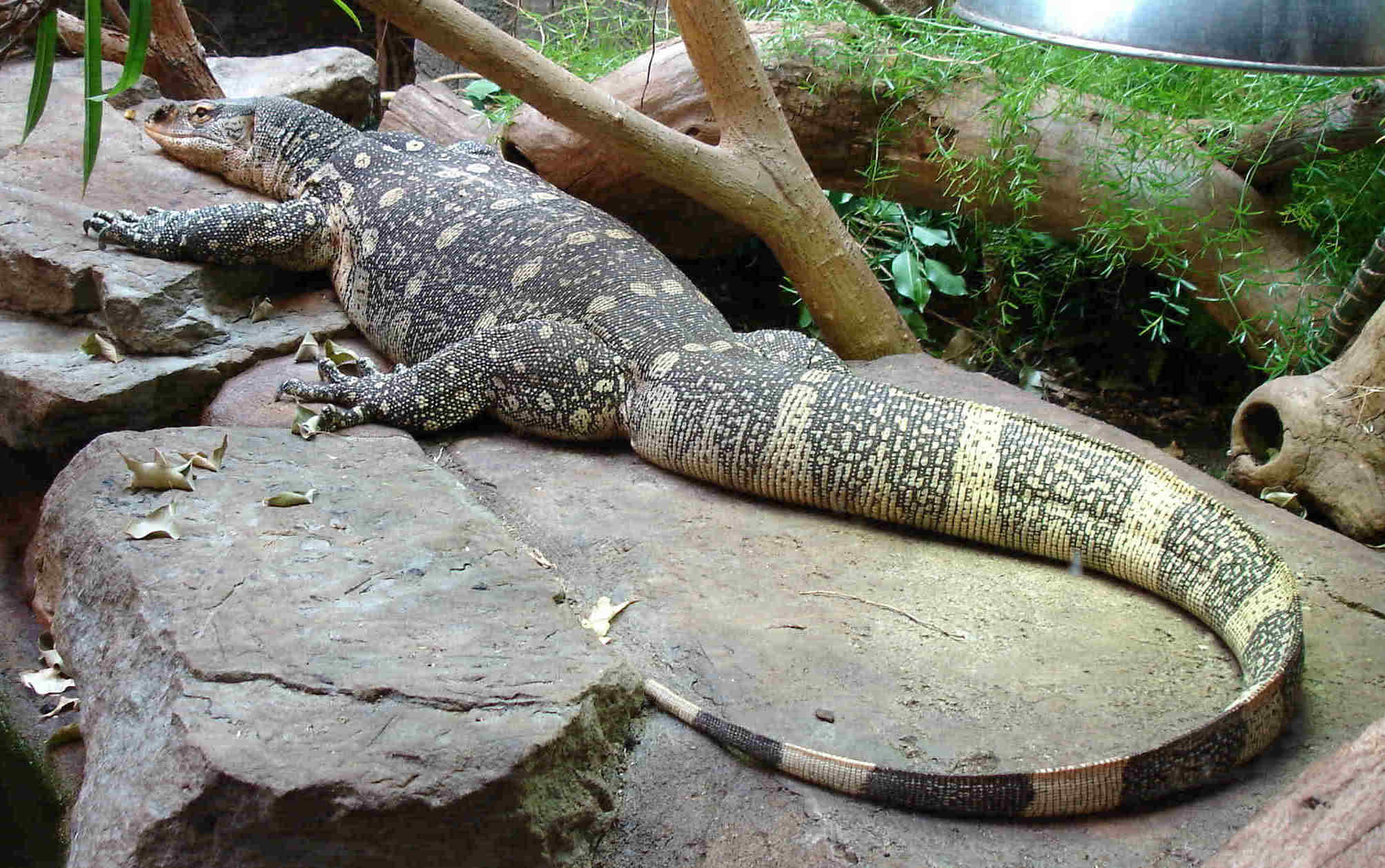
"Varano ornato", "Varanus ornatus"

Il varano ornato (V. ornatus) e il varano del Nilo dell'Africa occidentale (V. stellatus) vennero descritte come specie nel 1802 e nel 1803 da François Marie Daudin. Nel 1942, Robert Mertens li trasferì entrambi nella specie del varano del Nilo (V. niloticus); come sinonimi o come sottospecie valide. Questo era il trattamento standard fino al 1997, quando una revisione tassonomica basata sul colore e sulla morfologia indicò che il varano ornato era abbastanza diverso dal varano del Nilo, riconvalidandolo come specie separata dalle foreste pluviali dell'Africa occidentale e centrale. Nel 2016, una recensione basata, principalmente, sulla genetica è giunta a un altro risultato. Hanno scoperto che i varani delle foreste dell'Africa occidentale e della savana adiacente sono abbastanza diversi tra di loro e meritavano di essere riconosciuti come una specie separata: il varano del Nilo dell'Africa occidentale (V. stellatus). Si stima che queste due specie si siano separate dagli altri varani del Nilo circa 7,7 milioni di anni fa, rendendo la specie più vecchia della divisione tra umani e scimpanzé. Al contrario, i varani delle foreste pluviali dell'Africa centrale sono geneticamente più simili al varano del Nilo. Ciò essenzialmente divide il varano ornato, come definito nel 1997, in due: l'occidentale è il varano del Nilo dell'Africa occidentale mentre l'occidentale (delle foreste pluviali dell'Africa centrale) viene nuovamente spostato all'interno della specie del varano del Nilo. Poiché la località tipo del varano ornato si trova nel paese centrafricano del Camerun, il nome scientifico V. ornatus diventa sinonimo di V. niloticus. Gli individui con il "motivo a colori ornati" e gli individui con il "motivo a colori del Nilo" si verificano sia nei varani del Nilo dell'Africa occidentale sia nei varani del Nilo, con il "motivo ornato" che sembra essere più frequente in habitat densamente boschivi.
Con il varano del Nilo nell'Africa occidentale come specie separata, ci sono due principali cladi nella specie del varano del Nilo: un clade diffuso in gran parte dell'Africa meridionale, centrale e orientale, nonché più localmente nell'Africa occidentale costiera. L'altro clade comprende i varani del Sahel (dal Mali all'Etiopia) e nelle regioni lungo il Nilo. Nonostante le differenze, il Reptile Database mantiene sia il varano ornato sia il varano del Nilo dell'Africa occidentale come sinonimi del varano del Nilo, ma si noti che questa ampia definizione di specie include sottopopolazioni distintive.

## In cattività

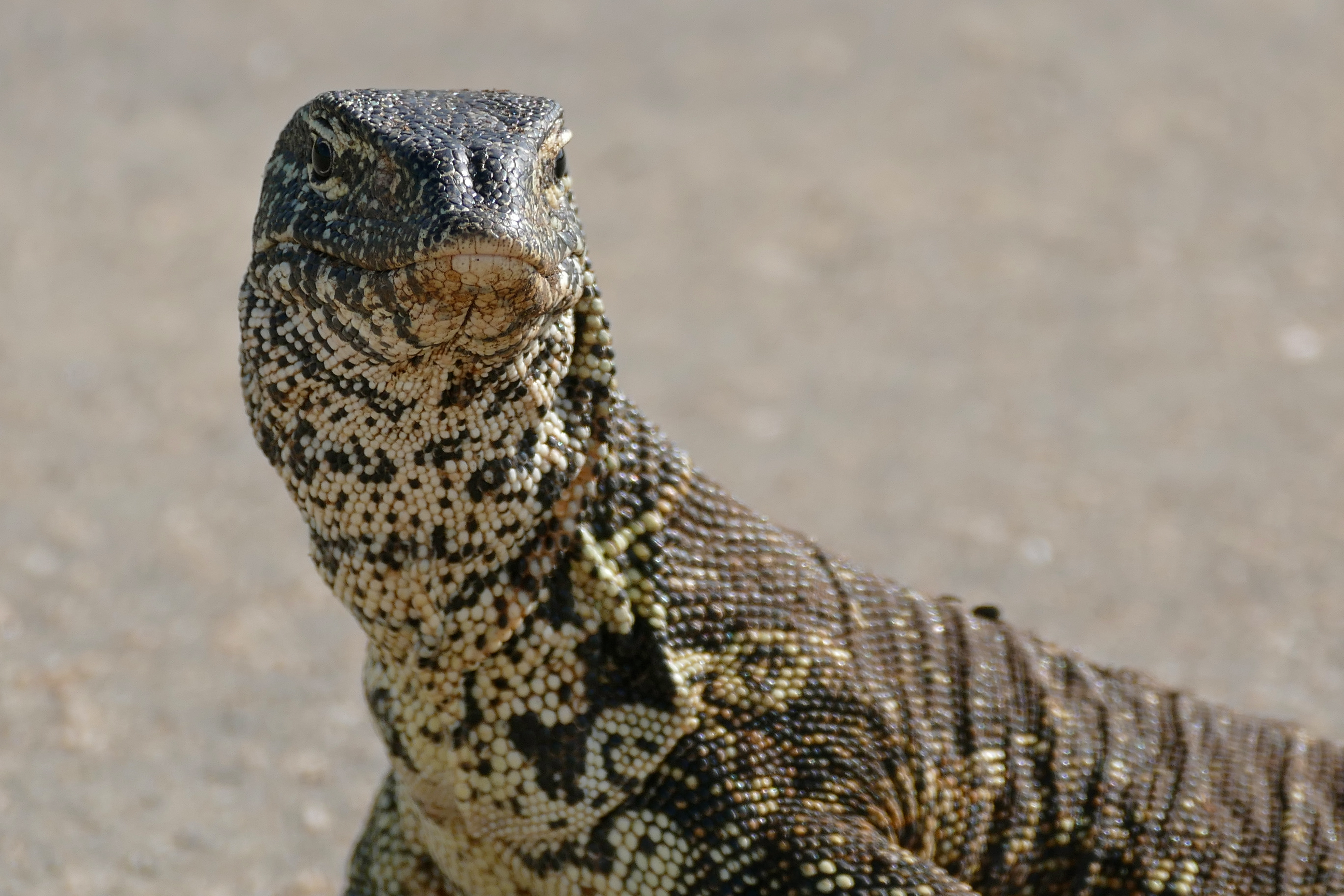
Prima piano di un esemplare di varano del Nilo

«Esistono poche lucertole meno adatte alla vita in cattività del varano del Nilo. Buffrenil (1992) ritiene che, quando lotta per salvarsi la vita, un varano del Nilo diventa un avversario più pericoloso di un coccodrillo delle stesse dimensioni. La sua cura presenta particolari problemi, dovuti alle enormi dimensioni di questa lucertola e alla sua vivacità. Soltanto poche delle persone che acquistano piccoli varani del Nilo dai colori sgargianti sono a conoscenza del fatto che, entro un paio d'anni, il loro acquisto si tramuterà in un enorme carnivoro feroce, grande abbastanza da rompere il collo al gatto di casa con un unico scatto e di inghiottirlo intero».
(Bennett, D. 1995. Little Book of Monitor Lizards, Viper Press, Aberdeen, UK)
L'allevamento dei varani del Nilo come animali da compagnia richiede una notevole cura e non è raccomandabile ai principianti; tuttavia, questi animali si trovano spesso in commercio.
Il varano del Nilo ha bisogno di una gabbia molto grande, che per un esemplare adulto può superare i 150 cm di lunghezza. A causa delle loro grosse dimensioni, gli adulti necessitano di una dimora costruita su misura. Come substrato della gabbia può essere utilizzata terra, sabbia o frammenti di corteccia. Il terrario deve inoltre contenere cose che rendono l'habitat più gradevole e stimolante per l'animale, come rocce, pezzi di legno, piante di plastica o tronchi cavi. Per far rinfrescare l'animale basta anche un grosso piatto pieno d'acqua. I varani del Nilo hanno l'abitudine di defecare in questo piatto, quindi è necessario pulirlo almeno una volta al giorno. Di giorno il varano del Nilo ha un gradiente di temperatura di circa 27-32 °C, che scende a 26-27 °C di notte. Per almeno 12 ore al giorno il terrario deve essere illuminato da una lampada da 60 W. Per verificare la temperatura può essere usato un termometro. L'umidità deve essere moderata. Se gestita correttamente questa specie sopravvive benissimo in cattività. Gli esemplari prelevati in natura possono essere infestati da parassiti interni. Il varano del Nilo ha un temperamento molto aggressivo, un morso potente ed è in grado di usare la coda come una frusta; è quindi molto pericoloso, ma se viene allevato con particolare cura, inizia pian piano a fidarsi del padrone e può divenire più domestico.
Sono stati trovati in natura e conseguentemente allevati in cattività esemplari albini (amelanistici).